# A majmok bolygója: Lázadás
A  majmok bolygója: Lázadás (eredeti cím: Rise of the Planet of the Apes) 2011-ben bemutatott amerikai sci-fi James Franco és Freida Pinto főszereplésével.
A forgatókönyv Pierre Boulle A majmok bolygója (1963) című nagy sikerű regénye alapján készült, melynek alapján már 1968-ban elkészült a nagy sikerű A majmok bolygója című kalandfilm. Ezt az 1970-es években további négy rész követte, majd 2001-ben az alapmű modern feldolgozása Tim Burton rendezésében, de ez nem aratott osztatlan sikert. A történetet 2011-ben ezzel a filmmel indították el újra a kezdetektől, a majmokkal kapcsolatos eseményekre összpontosítva.

## Cselekmény
Will Rodman (James Franco) San Franciscó-i  tudós az Alzheimer-kór kezelésére való szérum kifejlesztésén dolgozik a Gen Sys nevű kutatóintézetben. Munkáját ösztönzi, hogy apja, Charles (John Lithgow), az egykor elismert zeneszerző is a betegségben szenved. A gyógyszer már az állatkísérletek fázisán is túl van, és az eredmények igen biztatóak. A szer új kapcsolatokat épít az agysejtek között, így megnöveli az alany intelligenciáját. A majmok közül, amiken tesztelték az anyagot, egy kimagaslóan jól teljesíti a feladatokat. Egyetlen mellékhatás az állat íriszén jelentkezett zöld foltok, becenevét – Csillagszemű – is innen kapta. A tudóscsapat az embereken való kipróbálást szeretné elérni, ezért a szert és Csillagszeműt is be akarják mutatni az igazgatótanácsnak. Amikor azonban a majmot át szeretnék vinni a tárgyalóba, az hirtelen rendkívül agresszívvá válik, tör-zúz a laborban, így a tanács megtagadja a további támogatást és elrendelik a tesztállatok elaltatását.
Az állatok gondozója ekkor fedezi fel, hogy Csillagszeműt valószínűleg vemhesen foghatták be a dzsungelben és a ketrecében megellette kicsinyét. A gondozó nem hajlandó a kis állatot is elaltatni és megkéri Willt, hogy vigye magával, amíg nem találnak neki megfelelő helyet. Will hazaviszi az kis majmot. Hamar rájön, hogy Cézár örökölte anyja intelligenciáját.
Évek telnek el, a majom felnő, miközben Will a saját, alzheimeres édesapján is kipróbálja a szert. A férfi szellemi állapotában gyors javulás áll be.
Cézár ötéves és értelmi szintje túlhaladja a vele egyidős gyerekekét.. A csimpánz boldogan él Will-lel és apjával, de hiányzik neki a társaság. Irigykedve figyeli a szomszéd kertben játszadozó gyerekeket. Egy napon kiszökik hozzájuk, de azok apja csúnyán elkergeti őt. Eközben egy kisebb sérülést is  szerez, ami miatt Will elviszi Cézárt az állatkerti orvosnőhöz (Freida Pinto), aki később Will barátnője lesz.
A pár gyakran jár ki Cézárral a közeli erdőbe, ahol igazán otthon érezheti magát. Az egyik kirándulásból hazafelé Will megmutatja Cézár-nak, hol született és elmondja, mi történt az anyjával. Barátnője is ekkor tudja meg, hogyan került az állat a férfihoz. Hazaérve Will megmutatja a lánynak Cézár teszteredményeit.
Will édesapja időközben elkezd rohamosan leépülni, mivel az emberi szervezet immunrendszere antitesteket termel a szérumban található vírus ellen. Egy reggel Charles beül a szomszéd autójába, mert azt hiszi, az övé, és összetöri azt. A szomszéd roppant dühösen rángatja ki az idős férfit az autóból, amit Cézár meglát az ablakból. Charles segítségére siet és leharapja a szomszéd egyik ujját. Emiatt az állatot a bíróság elveszi Willtől és egy menhelyre szállítják, ahol különféle majmokat tartanak.
A laborban Will beszámol felettesének a szer apjára gyakorolt hatásáról. Állítja, hogy a vírus átalakításával meg tudja akadályozni a betegek visszaesését. Felettese zöld utat ad az új szérumnak, amit rövid időn belül egy kiválasztott majmon ki is próbálnak. A kísérlet alatt az állatgondozó véletlenül belélegzi az aeroszol formájú szert, és hamarosan megbetegszik.
A menhelyen az őr, Dodge (Tom Felton) nagyon durván bánik Cézárral és társaival. Mikor Will erre rájön, haza akarja vinni az állatot, de nem engedik neki.
Cézár próbálja megtalálni menekülése módját. Egy éjszaka haza is szökik. Mikor megpillantja a barátnőjével alvó Willt, úgy dönt, visszamegy a menhelyre, de magával viszi a hűtőszekrényben talált szérumot is, amit kienged a menhelyen. Másnap reggelre a telep összes majma értelmesebbé válik. Ettől kezdve a majmok összefognak, és Cézár vezetésével kitörnek a menhelyről, majd kiszabadítják a laboratóriumi és az állatkerti majmokat is. Céljuk eljutni a nemzeti parkba, amit Cézár otthonaként szeret. Az út a Golden Gate hídon keresztül vezet. A rendőrség megpróbálja feltartani a hordát, fegyvereseik néhány példányt leszednek. A majmok ekkor felmásznak a híd szerkezetén és eltűnnek a ködben, illetve leereszkednek az úttest szintje alá, így néhány áldozat kivételével átjutnak a hídon és birtokba veszik az erdőt.
A vírus az emberekre azonban máshogy hat. Az állatok korábbi gondozója, aki belélegezte a szer légnemű változatát, belehalt, és valószínűleg a Will szomszédságában lakó pilóta is megfertőződött.
A stáblista lefutása alatt az emberekre halálos vírus gyors terjedését illusztrálják.

## Szereplők
| Színész       | Szerep                                            | Magyar hang      |
| ------------- | ------------------------------------------------- | ---------------- |
| James Franco  | Will Rodman. A Gen Sys nevű kutatóintézet tudósa. | Lux Ádám         |
| Freida Pinto  | Caroline Aranha, állatorvosnő                     | Kéri Kitty       |
| Andy Serkis   | Cézár                                             | Láng Balázs      |
| John Lithgow  | Charles Rodman, Will apja                         | Tordy Géza       |
| Brian Cox     | John Landon, az állatmenhely vezetője             | Csurka László    |
| Tom Felton    | Dodge Landon, állatápoló a menhelyen              | Borbíró András   |
| David Oyelowo | Steven Jacobs, a kutatóintézet egyik vezetője     | Fekete Ernő      |
| Tyler Labine  | Robert Franklin                                   | Fesztbaum Béla   |
| David Hewlett | Hunsiker                                          | Seszták Szabolcs |
| Jamie Harris  | Rodney                                            | Stukovszky Tamás |